# Baileychromis centropomoides
Baileychromis centropomoides – gatunek słodkowodnej ryby z rodziny pielęgnicowatych (Cichlidae), jedyny przedstawiciel rodzaju Baileychromis. Bywa hodowany w akwariach.

## Występowanie
Gatunek endemiczny Jeziora Tanganika w Afryce. Przebywa na głębokościach od 40-100 metrów.

## Opis
Osiąga do 16 cm długości.

## Ochrona
Gatunek wpisany do Czerwonej księgi gatunków zagrożonych w kategorii LC.